# Acacia retusa
Acacia retusa é uma espécie de leguminosa do gênero Acacia, pertencente à família Fabaceae.